# Bactrocera continua
Bactrocera continua is een vliegensoort uit de familie van de boorvliegen (Tephritidae). De wetenschappelijke naam van de soort werd voor het eerst geldig gepubliceerd in 1919 door Bezzi.